# Daria Guidetti
| (34004) Gregorini                                 | 30. Juli 2000     | [1] |
| (49443) Marcobondi                                | 22. Dezember 1998 | [2] |
| - [1] mit Maura Tombelli - [2] mit Egisto Masotti |                   |     |

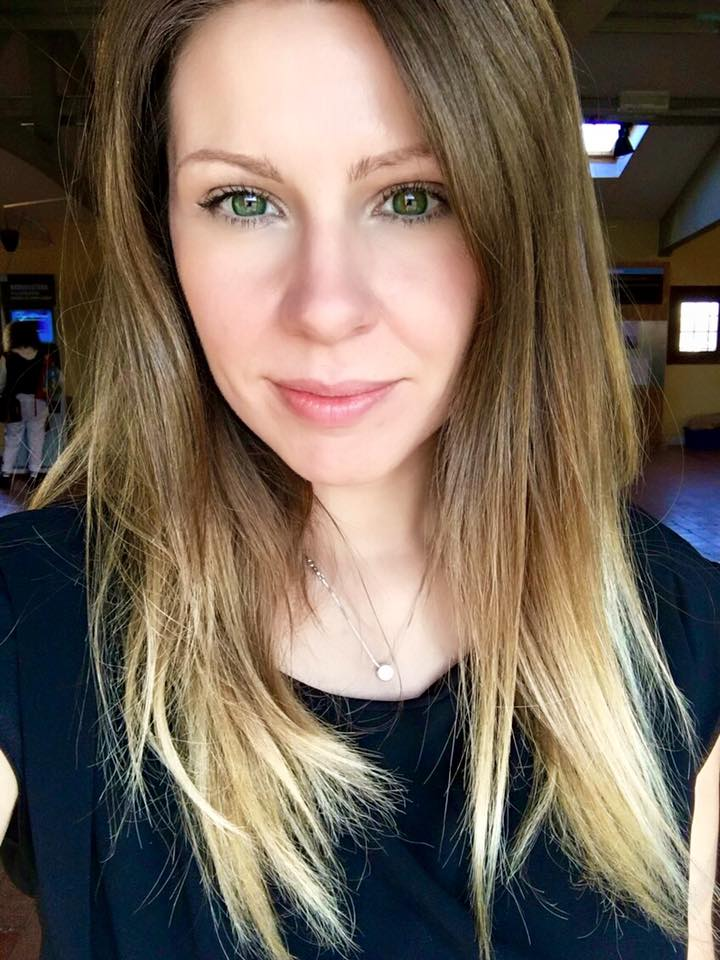
Daria Guidetti (2016)

Daria Guidetti (* 24. Mai 1978 in Empoli) ist eine italienische Astronomin.

## Leben
Im Jahre 2007 schloss sie ihr Studium der Astronomie an der Universität Bologna mit ihrer Diplomarbeit mit dem Titel Proprietà radio di sorgenti in ammassi di galassie: il sistema dumb-bell in Abell 2382 ab. Sie forscht und veröffentlicht zum Thema Radioastronomie. Im italienischen Fernsehen präsentiert sie die Sendung Cosmo.
Zusammen mit ihren Kollegen Egisto Masotti und Maura Tombelli entdeckte sie am Observatorium von Montelupo Fiorentino in der Toskana in den Jahren 1998 und 2000 insgesamt zwei Asteroiden.
Am 14. Mai 2021 wurde ein Asteroid nach ihr benannt: (27005) Dariguidetti.